# Les Villes de la plaine
Les Villes de la plaine est un roman de l'auteure belge d'expression française Diane Meur publié en 2011 aux éditions Verdier.

## Résumé
Le récit recouvre deux périodes éloignées, évoquées de manière inégalitaire dans les quarante chapitres.
Dans des temps très anciens, quelque part au Proche-Orient, dans les montagnes de Lallit, vivent des populations montagnardes farouchement indépendantes. Parfois, pour des affaires d'honneur, certains bergers quittent leurs villages pour tenter leur chance dans les villes de la plaine, Sir, la plus policée, et plus loin, Hénab, sa rivale, moins belle et plus peuplée.
Ordjénab, berger à Jaïneh, avec quatre fils, ayant contracté par malchance une dette envers son premier frère, fuit à Sir, chercher un emploi. Il rencontre Djili, fille de Nénets, 29 ans, blanchisseuse, veuve depuis six ans, élève ses deux enfants, Nasri et Shéla, et s'occupe aussi des enfants des voisines.
Pendant seulement quatre chapitres, aux temps modernes, probablement au XIXe siècle, une équipe de recherche européenne, allemande, composée du Dr Wohlfahrt, de M. Kraus, K.P. Neumann (de Königsberg) et de M. Borowski, mènent des fouilles. Le 15 octobre 1847 (p. 273), le pacha ottoman régional rend visite au chantier des fouilles.  L'équipe prussienne s'interroge sur l'aspect de la ville, les temples, et les causes de la disparition de Sir, alors qu'Hénab est toujours aussi attractive.

## Déroulé
Usé par le long voyage des montagnes aux plaines et à Sir, assis porte des Buffles, Ordjéneb écoute le chant des portefaix. Sa question d'étranger montagnard ignorant (sur Anouher) luivaut une sérieuse correction collective. La jeune veuve Djili le recueille, l'héberge, le soigne et lui explique qu'Anouher le borgne est le père de tous.
Après une nuit (d'amour), il rêve d'une mission de la part d'Anouher... Sur le conseil de Djili, il va chez Asral, 60 ans, fils d'Ingdibal, maître scribe, proposer ses services. Celui-ci a d'abord besoin d'un garde du corps personnel et silencieux. Le parler montagnard, ancestral, plus proche de la langue des Lois d'Anouher, du nouveau garde, permet à Asral de mieux réfléchir aux textes sacrés, qu'il est chargé par les autorités de copier.
Le haut scribe loge au palais, et le garde personnel Ordjéneb est pratiquement en permanence à l'atelier du copiste, où il se lie au cusinier Nisrit-An et au marmiton Emer. La commande officielle vient de l'obligation que les Lois d'Anouher soient en trois exemplaires, avec une copie intégrale et exacte toutes les n années, dont la livraison se fait lors d'une cérémonie où est brûlé l'original. La première tâche consiste à reconstituer, auprès de l'unique magasin officiel au haut-palais, un stock de rouleaux à écrire, dont justement une partie a disparu lors d'un incendie accidentel à l'atelier. Dans les rêves d'Ordjéneb, Anouher symbolise des temps révolus.
Djili se rend au lavoir officiel, cette fois non pour une commande, mais pour son linge menstruel.
Les lavandières discutent. La folle Aynid prophétise.
La société (reconstituée par Ordjéneb et/ou la mission prussienne) en confréries (potiers, tanneurs, tisserands) avec réunions chantées. Le cuisinier lui explique que les réunions et répétitions se font dans les temples des anciens dieux (dieu-taureau, dieu-oiseau), devenus simples symboles depuis qu'Anouher est devenu dieu unique (alors que les montagnards ignorent Anouher et fêtent encore les anciennes divinités).
Asral recopie le texte sacré, mais s'interroge sur la signification des formules anciennes, dont la compréhension lui échappe, et qui paraît différente, par les maladresses de son assistant. Par exemple Source de toute loi est Anouher pourrait renvoyer à la réalité de telle vieille fontaine : toute certitude devient alors incertaine interprétation.
Lors d'un déplacement, Ordjéneb croise deux enfants, près de cette porte, jouant aux osselets, Nasri et un inconnu.
Des langues se délient : « un mauvais destin pesait sur la ville » (p. 126). Le retard éventuel du scribe pourrait-il retarder les fêtes d'Anouher ? Les Juges, ou Conseil des Anciens, majoritairement borgnes, (dont Arbal, Innêdeth, Néhéma, etc), tiennent conclave et consultent (dont Asral, Djinnet, etc). De même, Djili consulte la magicienne Baal-Shimoth à propos de cette rencontre.
Chaque séance de copie se transforme en « vagabondages herméneutiques ». À un moment, improbable, Esdiros, conseiller privé aux affaires extérieures d'Hénab, émissaire secret d'Hénab, vient même incognito proposer son aide à Asral. Des gens du peuple offrent à Asral des preuves de leur amour (pour Asral, en tant que serviteur d'Anouher), dont un grimoire (vieille tablette), un récit ancien. Et rien n'est faux (ou falsifié). Ordjéneb reçoit du cuisinier le conseil de consulter les prêtresses de la Haute Maison. Il imagine déjà, dans quatre ou cinq siècles, ou millénaires, la (re)découverte de la plus remarquable porte de la Sir antique.
Dans la Haute Maison, la prêtresse interrompt son entre vue avec Ordjéneb, parce qu'elles doivent toutes intervenir pour restaurer l'ordre public, compromis par un  meurtre. Au concours de chant, le jeune chanteur magnifique Djinnet emprisonné étant exclu, une dispute s'est élevée entre deux frères : Zetmah, potier et chanteur attaqué et blessé, et Abikim, tanneur, agresseur et mort. Asral, qui a assisté à la scène, est sommé de témoigner au procès à venir. Son atelier est fouillé par un investigateur officiel. Asral lui-même est consigné dans son appartement, puis dans une cellule du haut-palais.
Ordjéneb a sauvé la seconde copie, ou traduction, et Asral lui demande de la déposer chez Esdiras, à Hénab.
Asral subit des pressions, des insomnies, des communications murales (d'un inconnu, puis de Djinnet (fils de Tisri, apprenti vannier), puis quelqu'un d'autre).
Au procès de l'affaire Zetmah-Abikim, les extérieurs sont agités. La confrérie des potiers écarte son président, Manasser, jugé trop vieux. La confrérie des tanneurs entraîne ses milices. À l'intérieur, dans la partie obscure du sanctuaire, dans la partie la plus ancienne du bâtiment du haut-palais, siègent les Quarante-Trois au grand complet, et majoritairement borgnes.
Pour Asral, le grand coupable est leur père commun, Azathar, de ne pas avoir respecté les traditions de primauté du fils aîné. Asral est accusé de ne pas avoir fait la cour de Djinnet. Au plafond, apparaît confusément une double inscription étrange (Ertout, la déesse Terre, et  Annatto, prince des Eaux), ainsi qu'une rangée d'anneaux de métal terni.
Au contrôle de la copie en cours, tout paraît correct, et non achevé. Puis arrive le scandale : Shaïnata, révérende de la Haute Maison, quitte les lieux. La foule se déchaîne. Ordjéneb exfiltre Asral.
Asral est bien accueilli par et chez Esdiros. Il obtient un entretien (vite différé) avec le surcommandant des forces armées d'Hénab : misère, violence, répression. La révérende Shaïnata vient informer Asral du désastre. Sir est coupée en trois : situation indémêlable, grève des femmes, sécession des femmes dans une île avec les enfants. Et elle le supplie de revenir au palais pour régner.
Asral propose à Ordjéneb de lui apprendre à lire, à partir de la nouvelle version des écrits sacrés d'Anouher, pour qu'il devienne véritable homme de confiance, messager d'Anouher. Asral et Anouher sont forcés de fuir : le surcommandant part prétendument défendre les Juges de Sir, et résolument raser la ville. Ordjéneb propose à Asral de l'accompagner à la montagne Lallit, mais celui-ci décline l'offre.

## Résolution
Une révélation s'opère : l'expression « Anouher » désigne l'ensemble des Siriotes réunis en assemblée, obligatoire, sans chef d'aucune sorte, avec seulement des greffiers. Et « Anouher était les deux moitiés » (p. 309) : « an » féminin + « wh » (vide/voile/rideau) + « er » masculin).
Dans la fuite vers Sir, on voit le Chef des Juges menacer de sacrifier Djinnet, qui s'échappe, chante Asral et se suicide. À la réunion avec les chefs des actions, Asral hésite entre transmettre la révélation ou préparer au combat. Durant la journée, il prononce un discours au peuple assemblé. Ordjéneb est envoyé aux femmes avec un message d'Arsal. Il accepte d'obéïr uniquement si Djili est du voyage. Ils partent donc à quatre, deux adultes et deux enfants. Arrivés à Jaïneh, le message est : « Vous êtes libres ».

## Réception
Le lectorat francophone est partagé devant ce roman historique à la « saveur douce-amère ».